# Recarga manual

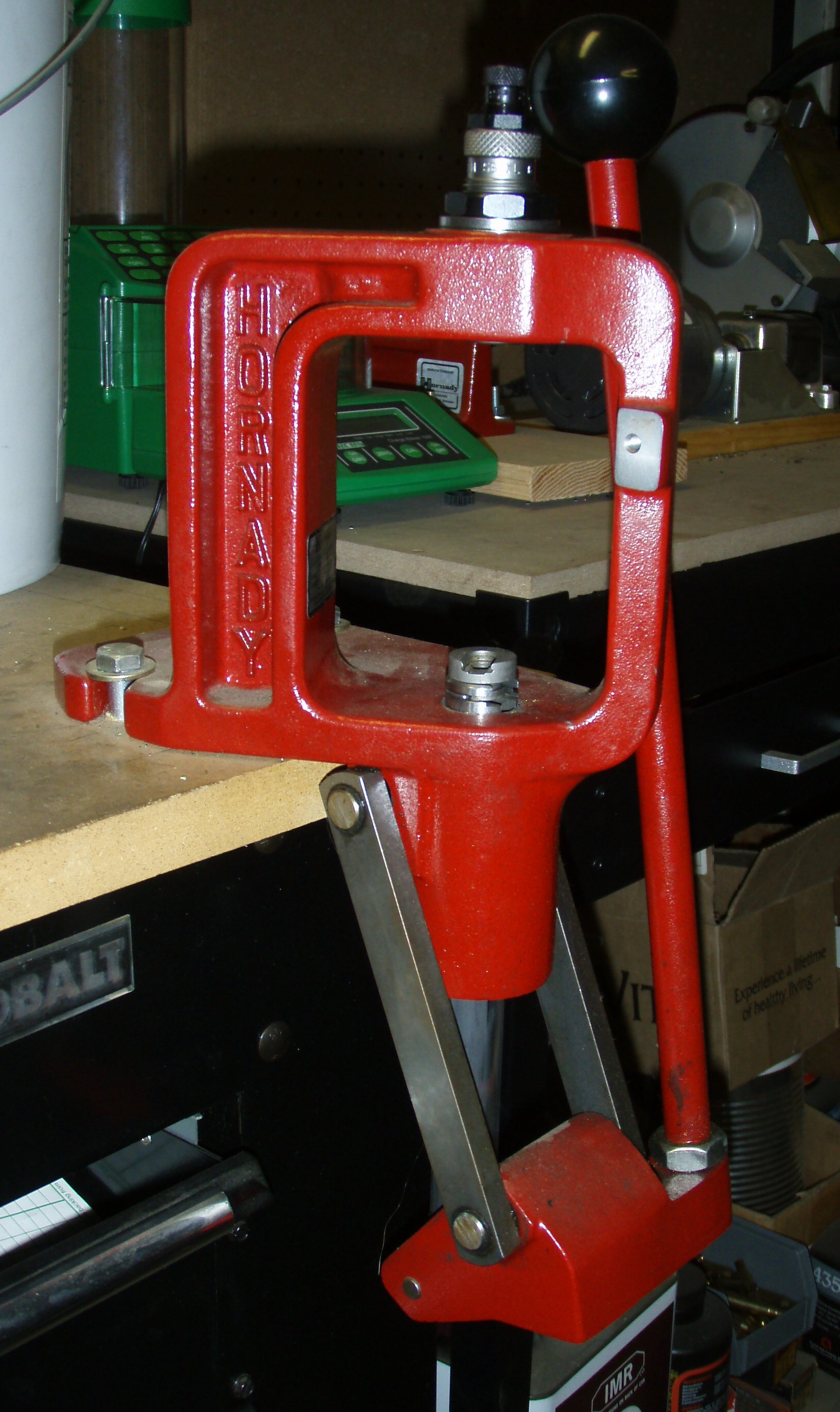
Uma prensa manual utilizada no processo de recarga manual.

Recarga manual ou simplesmente recarga, é a designação do processo de fabricar cartuchos para armas de fogo, montando manualmente os componentes individuais (estojo, espoleta, propulsor e projétil), em vez de comprar munição montada e carregada de fábrica.
Na verdade, o termo mais correto em português para "handloading" seria carga manual, onde o processo de montagem manual da munição é feito usando componentes de qualquer fonte, porém todos novos. Já o termo recarga manual refere-se ao mesmo processo de montagem da munição, só que um dos componentes, o estojo, é reutilizado (vindo de um cartucho já deflagrado). Os termos são frequentemente usados de forma intercambiável, pois as técnicas são basicamente as mesmas, seja usando componentes novos ou reutilizados. As diferenças no processo, dizem respeito apenas ao tratamento do estojo, que no caso de um reutilizado, precisa ser desespoletado e limpo (eventualmente polido) e retificado.

## Insumos
Os insumos básicos para a recarga manual são, da esquerda para a direita: projétil,  pólvora, estojo e espoleta.

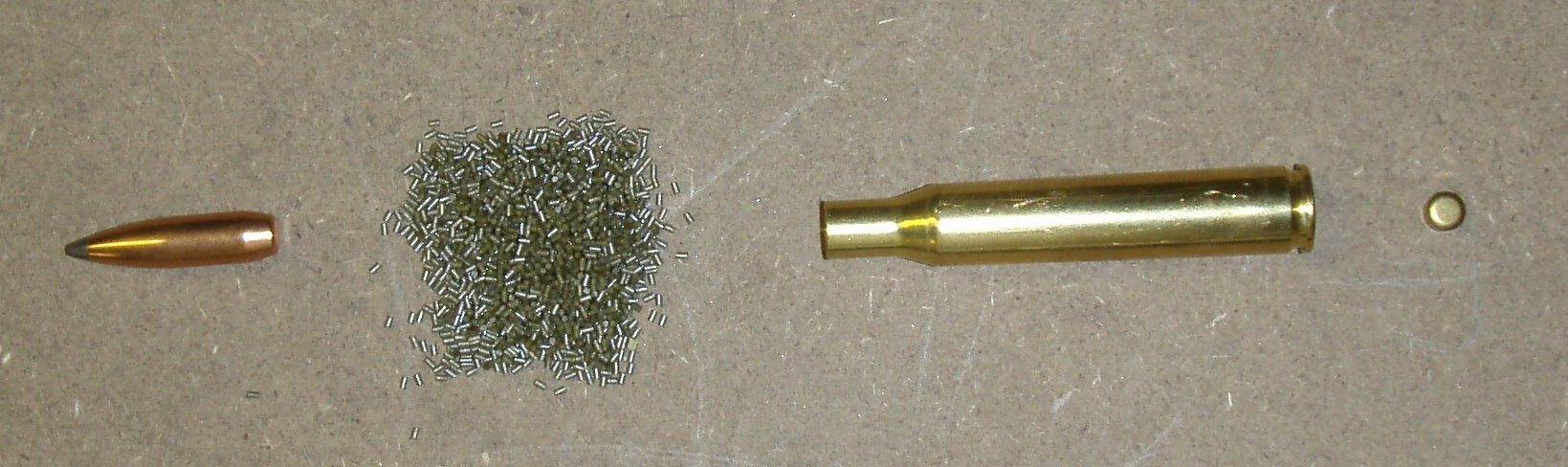

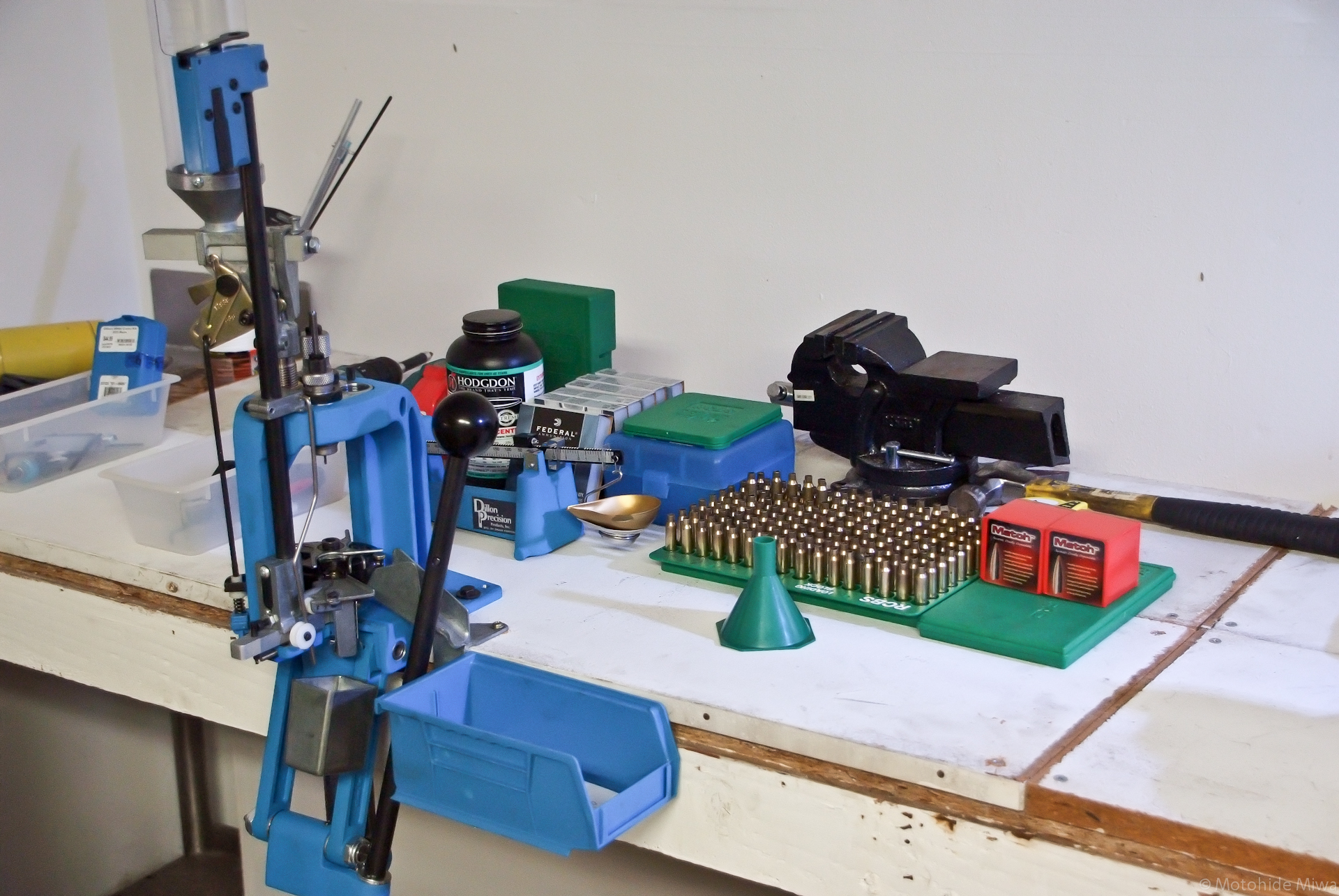
Prensa em primeiro plano, polvorímetro acima na prensa, balança analógica atrás da prensa, recipiente com pólvora e caixas de espoletas atrás da balança, bandeja com os estojos, além de outros recipientes e equipamentos auxiliares.

## Equipamentos
O conjunto básico de equipamentos para o processo de recarga manual é composto de:
- Prensa, onde são acomodadas as matrizes e os estojos para executar os passos do processo de recarga
- Matriz ("die"), são peças de aço para formatar os estojos e efetuar operações complementares como desespoletar, espoletar, assentar a bala e "crimpar".
- "Shellholder", peça que prende o estojo na base da prensa, para que as operações sobre ele sejam executadas
- Espoletador, pode ser um conjunto "die/shellholder" específico, ou um equipamento a parte só para essa função
- Polvorímetro, equipamento responsável por medir e depositar a quantidade exata de pólvora para a carga pretendida
- Balança, para medir a quantidade de pólvora a ser utilizada, podendo ser digital ou analógica

## Galeria
- Caso algum cartucho necessite ser desmontado para ajuste ou verificação, usa-se o martelo de inércia.

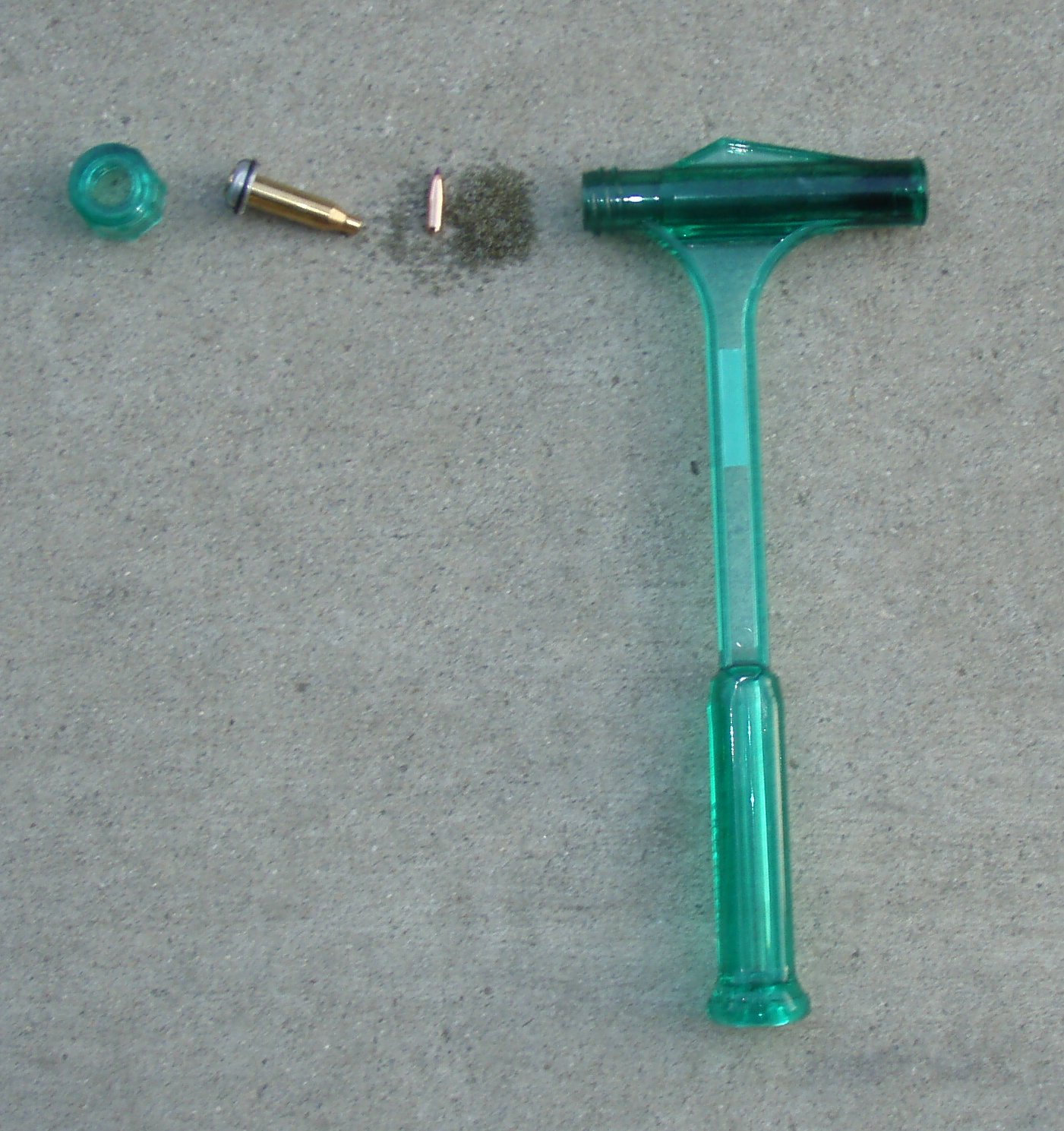

- Caso seja necessário retificar o comprimento do estojo, usa-se um mini torno.

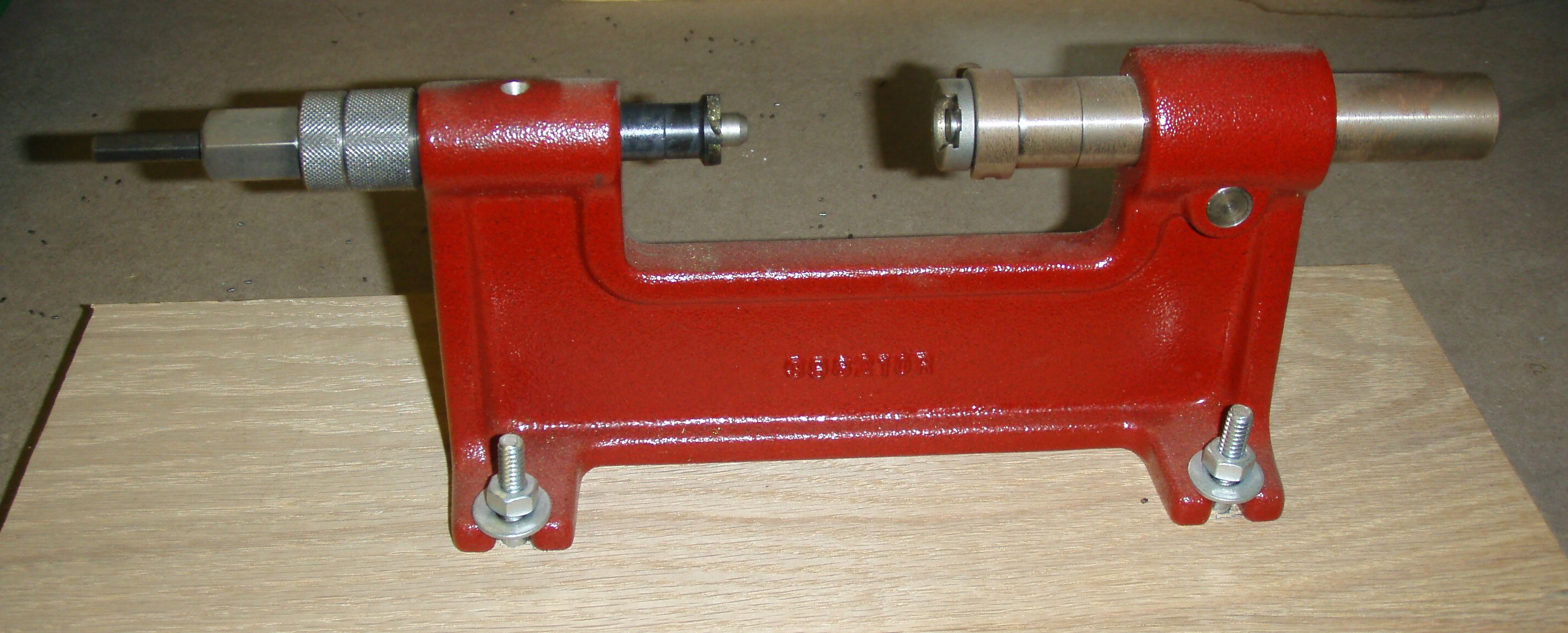

- Paquímetro digital para conferir as medidas do estojo e do cartucho durante o processo de recarga manual.

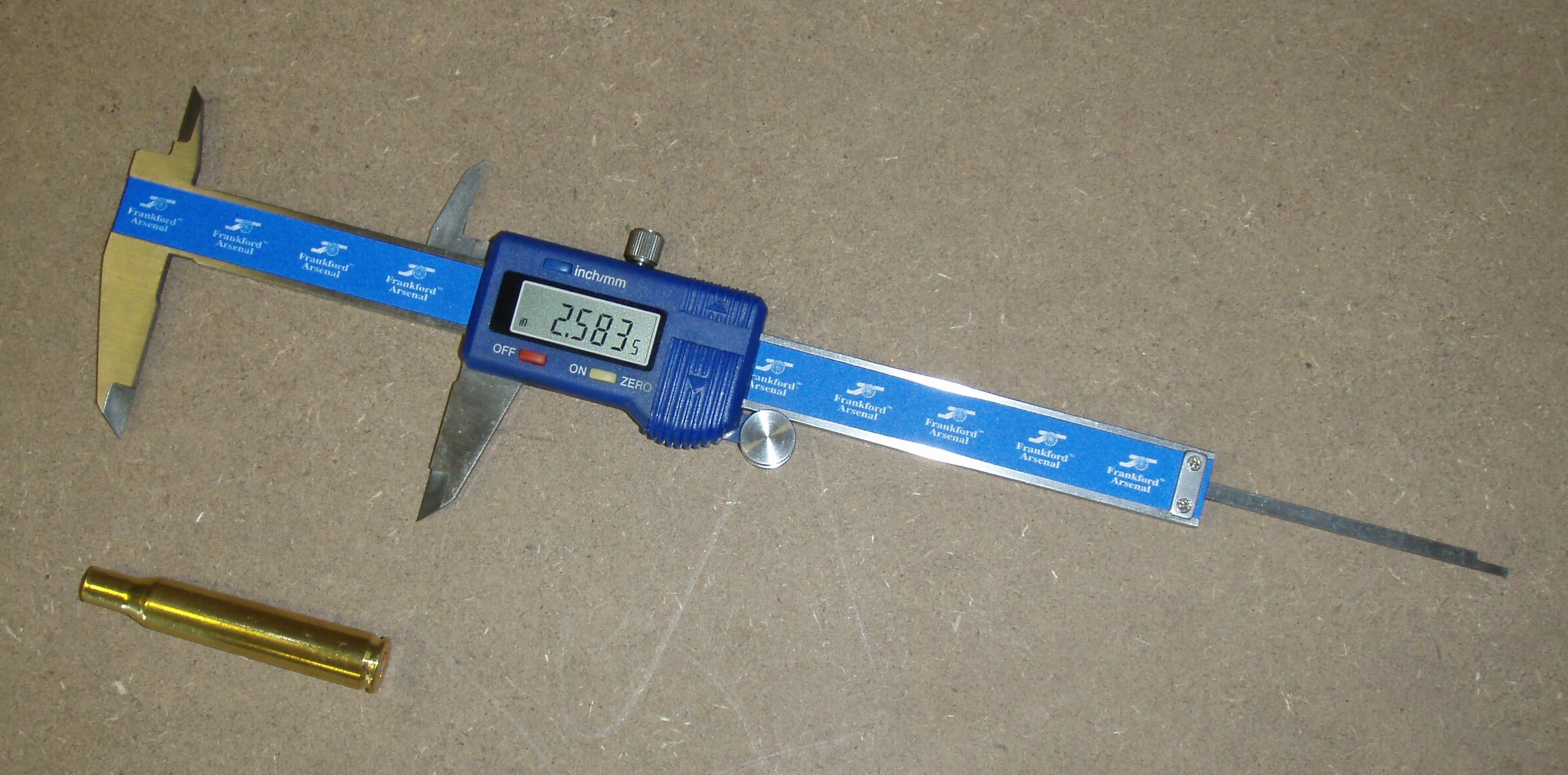

- A recarga manual pode ser feita de uma maneira minimalista e com poucas ferramentas.

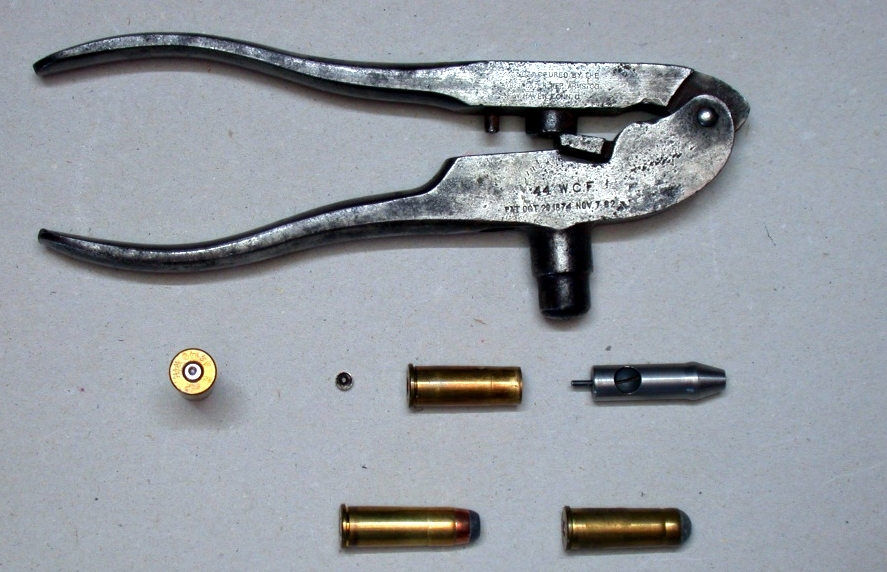

## O processo

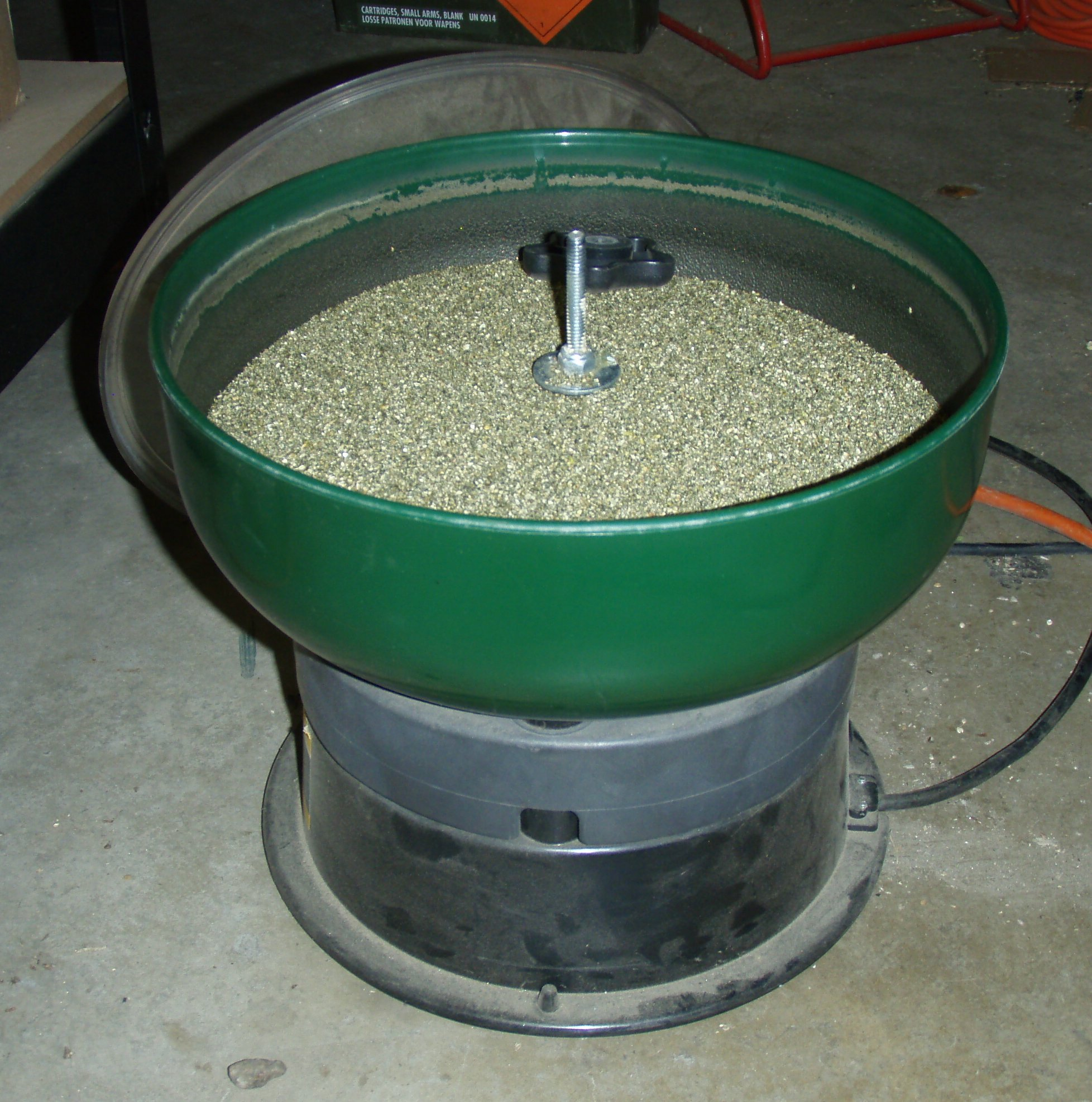
Tamboreador a seco por vibração.

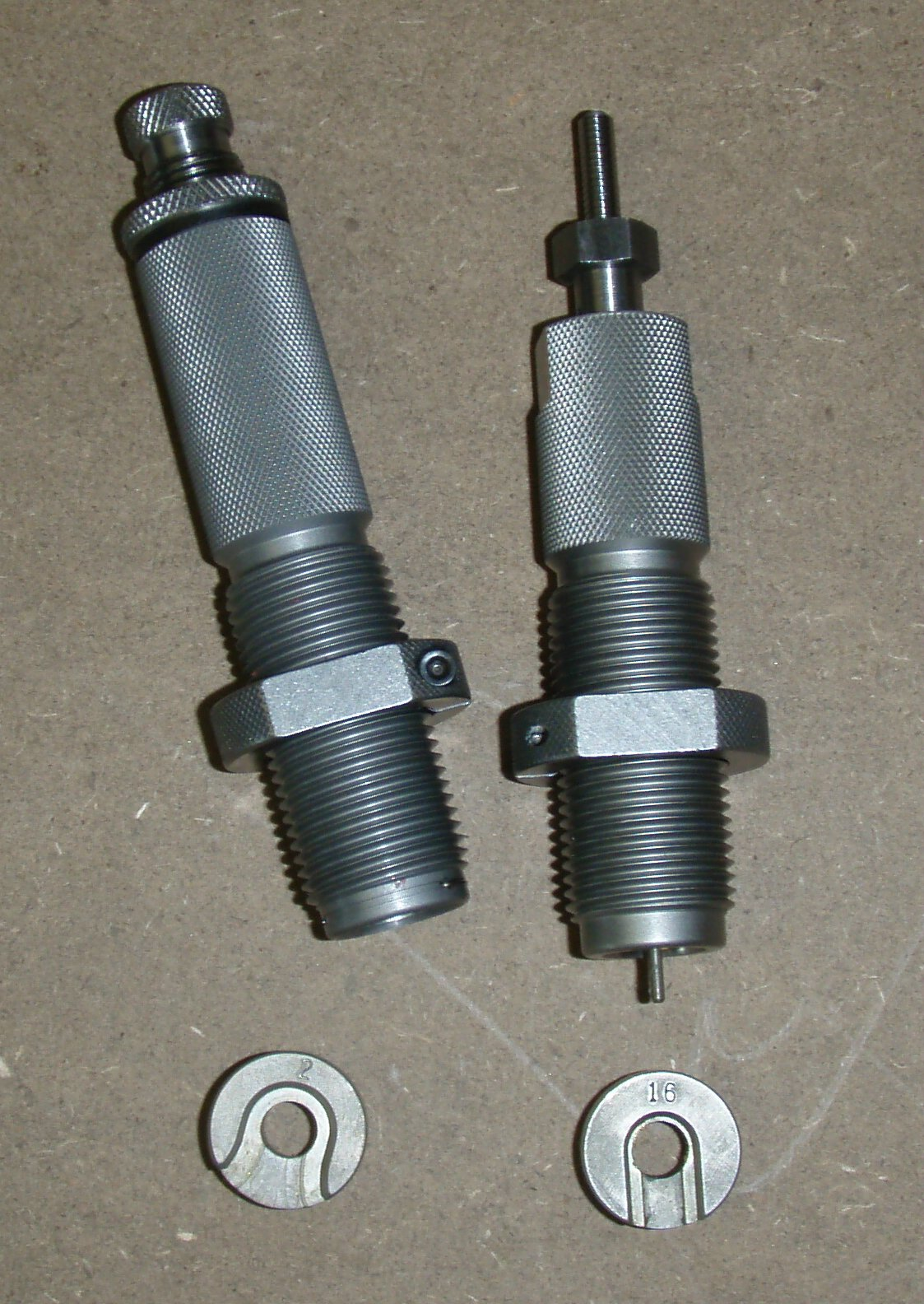
Conjunto de "dies" e "shellholders".

A atividade de recarga manual é geralmente realizada por atiradores para montar munições, podendo reutilizar estojos e inserindo nova espoleta, propelente (pólvora) e projétil. Essa atividade é regulamentada no Brasil pela Diretoria de Fiscalização de Produtos Controlados (DFPC) do Exército Brasileiro, portanto para realizar a recarga o atirador deve obter autorização (Certificado de Registro - CR). A espoleta e o propelente (pólvora) são materiais perigosos e o seu manuseio deve ser realizado por pessoas devidamente habilitadas.
Além dos equipamentos já citados anteriormente, como "prensa", "matriz", "shellholder", "espoletador", "polvorímetro" e "balança", se a recarga for feita com estojos usados, pode ser utilizado um "tamboreador", por tombamento (processo com líquido) ou por vibração (processo a seco) para limpar os estojos, evitando danos ao equipamento de recarga.
A retirada da espoleta usada pode ser feita antes ou depois do processo de limpeza dos estojos. Normalmente a calibragem do diâmetro do estojo é feita no mesmo passo em que a espoleta usada é retirada utilizando-se a prensa e o conjunto de dies e shell-holder do calibre especifico.
As massas tanto da pólvora quanto das balas envolvidos no processo de recarga, são medidas usando a unidade "grain" ("grão") que corresponde a 0,0648 gramas.
Normalmente os fabricantes de matrizes (dies) fornecem para os calibres de uso nas armas curtas (como pistola e revólver) três matrizes: desespoletador e calibrador; abridor da boca do estojo; assentador do projétil e fechamento ("crimp" ou "crimpagem"). Nos calibres destinados a uso em fuzil são fornecidos apenas duas: desespoletador e calibrador; assentador do projétil.
Os passos do processo de recarga manual são os seguintes:
1. Limpeza dos estojos: com os estojos devidamente calibrados e a espoleta retirada, utiliza-se um tamboreador com  processo de limpeza liquida ou seca.
2. Espoletamento: para assentar a espoleta, pode-se utilizar a ferramenta de espoletamento que acompanha a prensa.
3. Abertura da boca: utiliza-se o die específico para abertura da boca do estojo possibilitando a posterior inserção do projétil.
4. Inserção da Pólvora: com a ajuda de um funil; o tipo de pólvora e sua quantidade deve seguir as recomendações do fabricante.
5. Inserção do Projétil - Com o die e shell-holder especifico fixa-se o estojo com a pólvora e o projétil é inserido. Acionada a prensa, o projétil deve ficar na altura correta, e o estojo é fechado (taper climp).

## Recursos online
- Load Data (Nosler)
- Ammo Guide
- Reloading Data (Federal)
- Powley Computer
- Reloaders Rejoice (Hodgdon)
- The Ultimate Reloading Manual
- Cartridge Dimensions at 6mmBR.com
- Vihtavuori Reloading Data for rifle, handgun and shotgun loads (Vihtavuori)